# Sławsk Wielki
Sławsk Wielki – wieś w Polsce, położona w województwie kujawsko-pomorskim, w powiecie inowrocławskim, w gminie Kruszwica.

## Podział administracyjny
W latach 1975–1998 miejscowość administracyjnie należała do województwa bydgoskiego.

## Demografia
Według Narodowego Spisu Powszechnego (2011) wieś liczyła 471 mieszkańców. Jest szóstą co do wielkości miejscowością gminy Kruszwica.

## Archeologia
W miejscowości (przy okazji budowy tranzytowego gazociągu Jamał–Europa) odkryto pozostałości okazałego sanktuarium z początków naszej ery wraz z jamami grobowymi zwierząt ofiarnych, a także szkielet człowieka, prawdopodobnie również złożonego jako ofiara przy świątyni. Ślady kultury materialnej stanowią żarna rotacyjne i pozostałości warsztatu obróbki poroża. Odkryte obiekty wskazują na łączność z kręgiem cywilizacji celtyckiej.

## Zabytki
Według rejestru zabytków NID na listę zabytków wpisany jest kościół parafialny pw. św. Bartłomieja z 1760, nr rej.: A/796 z 9.03.1933.

## Urodzeni w Sławsku Wielkim
- Alfred F.S. Meissner (1883–1952) – polski chirurg-stomatolog, twórca nowych metod operacyjnych i narzędzi stomatologicznych, naukowiec, żołnierz AK i lekarz w powstaniu warszawskim.